# Annecy-le-Vieux
Annecy-le-Vieux és un municipi delegat francès, situat al departament de l'Alta Savoia i a la regió d'Alvèrnia-Roine-Alps. L'any 2007 tenia 19.664 habitants.
L'1 de gener de 2017, Annecy-le-Vieux es va fusionar amb Annecy.

## Demografia

### Població
El 2007 la població de fet d'Annecy-le-Vieux era de 19.664 persones. Hi havia 9.197 famílies de les quals 3.801 eren unipersonals (1.528 homes vivint sols i 2.273 dones vivint soles), 2.642 parelles sense fills, 2.114 parelles amb fills i 640 famílies monoparentals amb fills.
La població ha evolucionat segons el següent gràfic:
Habitants censats

### Habitatges
El 2007 hi havia 10.461 habitatges, 9.433 eren l'habitatge principal de la família, 518 eren segones residències i 510 estaven desocupats. 2.212 eren cases i 8.081 eren apartaments. Dels 9.433 habitatges principals, 5.366 estaven ocupats pels seus propietaris, 3.801 estaven llogats i ocupats pels llogaters i 265 estaven cedits a títol gratuït; 1.072 tenien una cambra, 1.600 en tenien dues, 2.151 en tenien tres, 2.199 en tenien quatre i 2.412 en tenien cinc o més. 6.812 habitatges disposaven pel capbaix d'una plaça de pàrquing. A 5.028 habitatges hi havia un automòbil i a 3.258 n'hi havia dos o més.

### Piràmide de població
La piràmide de població per edats i sexe el 2009 era:
| Homes | Edats   | Dones |
| ----- | ------- | ----- |
| 8     | 95 o +  | 12    |
| 28    | 90 a 94 | 60    |
| 60    | 85 a 89 | 200   |
| 144   | 80 a 84 | 140   |
| 308   | 75 a 79 | 372   |
| 372   | 70 a 74 | 424   |
| 404   | 65 a 69 | 520   |
| 376   | 60 a 64 | 536   |
| 516   | 55 a 59 | 540   |
| 660   | 50 a 54 | 708   |
| 580   | 45 a 49 | 776   |
| 724   | 40 a 44 | 728   |
| 704   | 35 a 39 | 704   |
| 684   | 30 a 34 | 708   |
| 700   | 25 a 29 | 656   |
| 784   | 20 a 24 | 576   |
| 634   | 15 a 19 | 549   |
| 572   | 10 a 14 | 556   |
| 580   | 5 a 9   | 468   |
| 452   | 0 a 4   | 344   |

## Economia
El 2007 la població en edat de treballar era de 12.894 persones, 9.317 eren actives i 3.577 eren inactives. De les 9.317 persones actives 8.641 estaven ocupades (4.444 homes i 4.197 dones) i 675 estaven aturades (289 homes i 386 dones). De les 3.577 persones inactives 1.022 estaven jubilades, 1.787 estaven estudiant i 768 estaven classificades com a «altres inactius».

### Ingressos
El 2009 a Annecy-le-Vieux hi havia 8.805 unitats fiscals que integraven 18.986 persones, la mediana anual d'ingressos fiscals per persona era de 24.675 €.

### Activitats econòmiques
Dels 1.270 establiments que hi havia el 2007, 4 eren d'empreses extractives, 16 d'empreses alimentàries, 7 d'empreses de fabricació de material elèctric, 48 d'empreses de fabricació d'altres productes industrials, 117 d'empreses de construcció, 203 d'empreses de comerç i reparació d'automòbils, 29 d'empreses de transport, 73 d'empreses d'hostatgeria i restauració, 74 d'empreses d'informació i comunicació, 70 d'empreses financeres, 86 d'empreses immobiliàries, 293 d'empreses de serveis, 177 d'entitats de l'administració pública i 73 d'empreses classificades com a «altres activitats de serveis».
Dels 237 establiments de servei als particulars que hi havia el 2009, 1 era una oficina d'administració d'Hisenda pública, 1 gendarmeria, 1 oficina de correu, 17 oficines bancàries, 1 funerària, 12 tallers de reparació d'automòbils i de material agrícola, 2 autoescoles, 9 paletes, 24 guixaires pintors, 13 fusteries, 11 lampisteries, 28 electricistes, 4 empreses de construcció, 19 perruqueries, 4 veterinaris, 44 restaurants, 33 agències immobiliàries, 2 tintoreries i 11 salons de bellesa.
Dels 38 establiments comercials que hi havia el 2009, 3 eren supermercats, 1 una gran superfície de material de bricolatge, 1 una botiga de més de 120 m², 6 fleques, 3 carnisseries, 3 llibreries, 4 botigues de roba, 1 una botiga de roba, 1 una sabateria, 1 una botiga d'electrodomèstics, 5 botigues de material esportiu, 1 una botiga de material esportiu, 1 un drogueria, 1 una perfumeria i 6 floristeries.
L'any 2000 a Annecy-le-Vieux hi havia 24 explotacions agrícoles que ocupaven un total de 290 hectàrees.

## Equipaments sanitaris i escolars
El 2009 hi havia 1 centre de salut, 7 farmàcies i 1 ambulància.
El 2009 hi havia 4 escoles maternals i 7 escoles elementals. A Annecy-le-Vieux hi havia 3 col·legis d'educació secundària i 1 liceu tecnològic. Als col·legis d'educació secundària hi havia 2.025 alumnes i als liceus tecnològics 343.
Annecy-le-Vieux disposava d'un centre de formació no universitària superior de formació tècnica. Disposava de 4 centres universitaris, dels quals 1 era una unitat de formació universitària i recerca, 2 instituts universitaris i 1 un centre d'ensenyament general superior privat.

## Poblacions més properes
El següent diagrama mostra les poblacions més properes.